# Língua kuna
A Língua Kuna, falada por cerca de 60 mil pessoas dos Cunas (povo) do sudeste do  Panamá e do noroeste da Colômbia e que pertence à famílias das línguas chibchanas. 

## Variantes
Há  duas variantes da língua, por alguns consideradas como dialetos, por outros com línguas separadas. É também chamada de Cuna, San Blas ou Insular e da Fronteira ou das Montanhas.

## Fonética

### Vogais
|         | Anterior | Central | Posterior |
| Fechada | i        |         | u         |
| Média   | e        |         |           |
| Aberta  |          | a       |           |

As vogais podem ser curtas ou longas.

### Consoantes
|                      | Labial | Alveolar | Palatal | Velar |
| Cons. Oclusiva solta | p      | t        |         | k     |
| Cons. Oclusiva tensa | pˑ     | tˑ       |         | kˑ    |
| Cons. Nasal solta    | m      | n        |         |       |
| Cons. Nasal tensa    | mˑ     | nˑ       |         |       |
| Africada             |        |          | tʃ      |       |
| Fricativa            |        | s        |         |       |
| Cons. Lateral solta  |        | l        |         |       |
| Cons. Lateral tensa  |        | lˑ       |         |       |
| Rótica               |        | r        |         |       |
| Aproximante          | w      |          | j       |       |

A maioria das consoantes podem se apresentar como curtas (“soltas”) ou longas (“tensas”), As consoantes longas somente se apresentam entre vogais. Porém, não são sempre resultados de concatenação de morfemas e, por vezes, diferem bem das curtas análogas. Como exemplo temos que as longas oclusivas p, t, k são pronunciadas como surdas, com duração maior do que ocorre nas línguas ocidentais. Suas respectivas consoantes curtas b, d, g são pronunciadas sonoras quando entre vogais ou junto a sonoras como m, n, l, r, y, w (são escritas usando b, d, g do alfabeto Kuna).  
No início de palavras, as oclusivas podem ser pronunciadas tanto como surdas, como sonoras, sendo usualmente surdas ao final de palavras. (as longas nunca ficam no fim ou no início de palavras). Num caso ainda mais extremo, o S longo é pronunciado [tʃ].  Consoante longas muito fortes se tornam fracas (surdas) antes de outra consoante.
A alveolar /s/ se torna palatal - palatal [ʃ] depois de  /n/ our /t/. O  /k/, seja longo ou curto, se torna [j] antes de outra consoante.

## Morfologia
Kuna é um língua aglutinante que apresenta palavras com até nove morfemasis, sendo, porém, bem mais comuns as palavras com dois ou três morfemas. A maior complexidade morfológica está presente nos verbos, que apresentam sufixos de tempo e aspecto, plurais, negação, posição física (sentado, em pé), condições adverbiais.  Não há marcação de pessoa nos verbos.

## Amostras
- Nuwedi = Obrigado, bom dia
- Nuweigambi = feliz em vê-lo(a)
- Beikeni ginika? = Qual é teu nome?
- Anugaden ... = Meu nome é ...
- Beiya benega? = De onde você é?
- Takeimalo = Adeus

### Externas
- Dicionário Kuna
- escrita Kuna em omniglot.com
- Cuna em “Native Languages”
- Cuna em Ethnologue.com
- http://www.molagirl.com/j/content/view/44/29/  Molagirl – Kuna]
- Kuna “phrasebook”